# Mirian Ier de Kakhétie
Mirian ou Mihr Ier de Kakhétie est un prince de Kakhétie de la dynastie dite Chosroïde qui règne entre 736 et 741 selon la chronologie rectifiée de Cyrille Toumanoff.

## Biographie
Selon la Chronique géorgienne, Mihr est le fils aîné du prince Étienne II de Kakhétie (685-736) et il règne 5 ans.
Toujours selon cette même Chronique, le prince Étienne II a partagé entre ses fils le trésor royal composé d’or d’argent et de pierreries avant de se réfugier avec son fils aîné en Egrissi (Géorgie occidentale), après avoir caché les trésors des églises. Il a confié l’autre moitié du trésor royal à son second fils, le futur Artchil Ier le Martyr, qui est demeuré en Kakhétie. 
Le règne de Mihr est bref : grièvement blessé lors d’un combat contre les forces arabes, il meurt en laissant le trône à son frère.

## Descendance
Mihr, sans descendant mâle, confie également à Artchil le soin de marier ses sept filles en lui rappelant que « nous n'avons jamais donné nos filles à des éristhaws mais à des rois ou à quelques parents venus de Perse comme Phéroz à qui Mirian donna la sienne pour épouse ». 
La Chronique n’a pas conservé les noms des sept princesses mais précise en détail ceux des maris qui leur ont été attribués par leur oncle Artchil Ier :
- épouse Gouaram IV d'Ibérie, Curopalate, duc de Djavakhéti et de Calarzène ;
- épouse un Péteakhch (Arschouscha VI ?), descendant de Phéroz, duc de Trialéthie, de Tachir et de l'Abotz[5] ;
- épouse Nersès Ier Nersiani, descendant d'un des Grands de l'époque de Vakhtang Ier d'Ibérie ;
- épouse Adarnassé Adarnasiani ;
- épouse Varazman, duc du pays depuis Cotman jusqu'à Kourdis-Khew, descendant de Barda, grand-père maternel de Vakhtang Ier d'Ibérie[6] ;
- épouse Djouancher Djouancheriani, duc de Djouar, de Kherc, du Mtiouleth et de Manglissi, descendant de Rev II d'Ibérie ;
- Gorandoukht, épouse de Léon Ier, duc impérial des Abkhazes de 736 à 766/780.